# Chasseurs de fantômes (film, 1944)
Pour les articles homonymes, voir Chasseur de fantômes (homonymie).
Pour plus de détails, voir Fiche technique et Distribution.
Chasseurs de fantômes (Ghost Catchers) est un film américain en noir et blanc réalisé par Edward F. Cline, sorti en 1944. 

## Synopsis
Propriétaires d'une boîte de nuit, Ole Olson et Chic Johnson aident leurs voisins à débarrasser une vieille maison de fantômes. Le maître d'hôtel de leur club, Jerry, est en réalité un gangster qui essaie d'effrayer les locataires de la maison afin qu'il puisse voler une cachette d'alcool vieilli du sous-sol.  

## Fiche technique
- Titre français : Chasseurs de fantômes
- Titre original : Ghost Catchers
- Réalisation : Edward F. Cline
- Scénario : Edmond L. Hartman, Elwood Ullman, d'après une histoire de Milt Gross et Edward F. Cline
- Musique : Edward Ward
- Photographie : Charles Van Enger
- Montage : Arthur Hilton
- Décors : Russell A. Gausman, A.J. Gilmore
- Direction artistique : John B. Goodman, Richard H. Riedel
- Costumes : Vera West
- Production : Milton Feld
- Société de production et de distribution : Universal Pictures
- Pays de production :  États-Unis
- Langue d'origine : anglais
- Format : noir et blanc - projection : 1,37:1 - son : Mono (Western Electric Recording)
- Genre : comédie horrifique
- Durée : 68 minutes
- Dates de sortie :
  - États-Unis : 16 juin 1944
  - France : 3 juillet 1950

## Distribution
- Ole Olsen : lui-même
- Chic Johnson : lui-même
- Leo Carrillo : Jerry
- Gloria Jean : Melinda Marshall
- Martha O'Driscoll : Susanna Marshall
- Andy Devine : Horsehead
- Lon Chaney Jr. : Bear

## Production
Le film était connu sous le nom de High Spirits. Le casting de Jean a été annoncé en février 1944.  